# 尾澤虎雄
尾澤 虎雄（おざわ とらお、1884年4月22日 - ?）は、日本の実業家。旧姓は倉澤（くらさわ）。姓の「澤」は「沢」の旧字体であるため、尾沢 虎雄（おざわ とらお）とも表記される。
株式会社尾澤組を経て片倉製糸紡績株式会社に勤務し、薩摩製糸株式会社専務取締役、松江片倉製糸株式会社監査役、尾澤組合名会社社員、長崎製糸株式会社専務取締役、佐賀県是蚕業株式会社専務取締役、株式会社富岡製糸所工場長、片倉製糸紡績株式会社片倉富岡製糸所工場長、朝鮮生糸株式会社取締役などを歴任した。

## 来歴

### 生い立ち

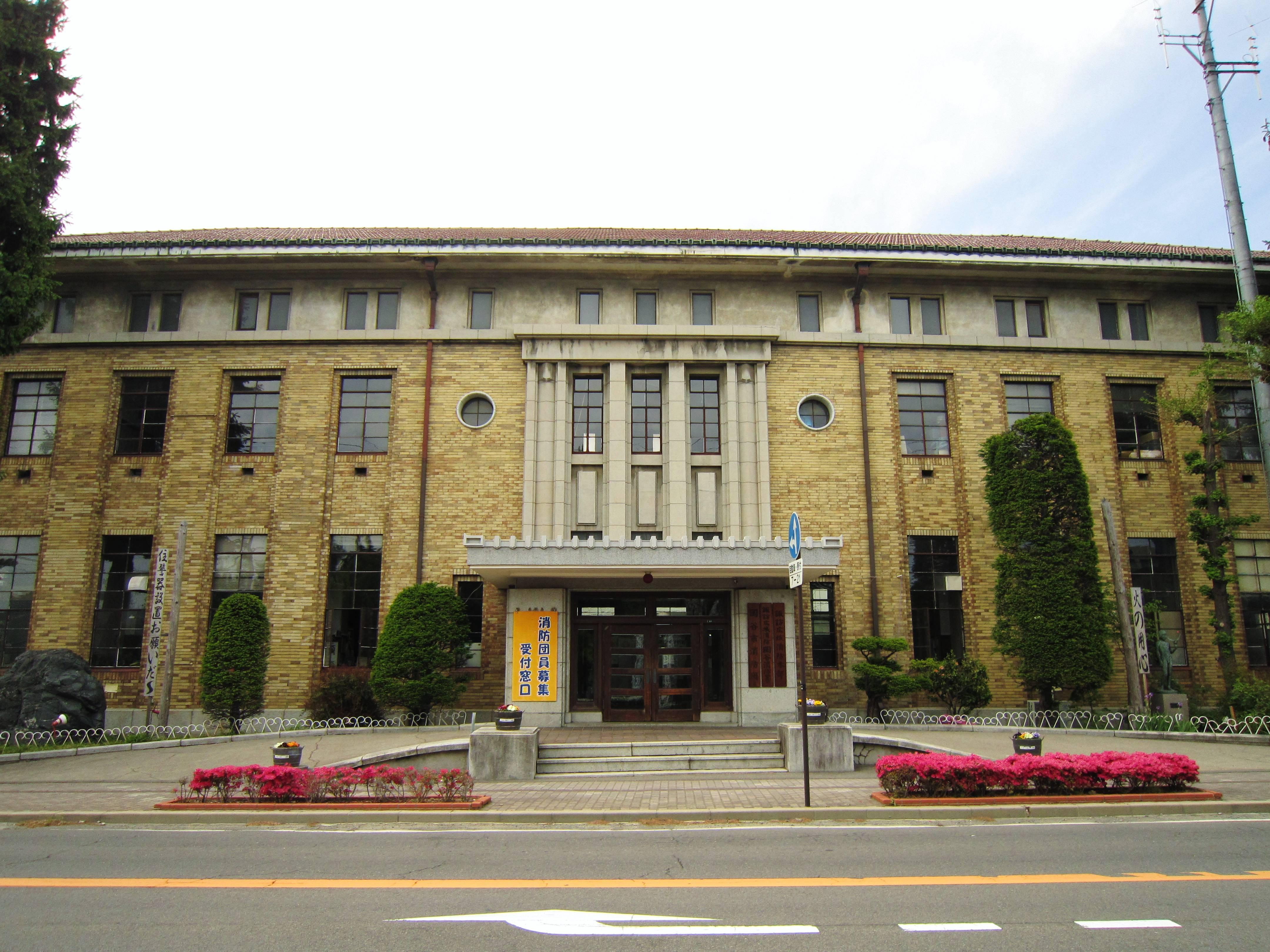
尾澤家が寄贈した岡谷市庁舎。地域のためにと尾澤家が私財を投じて建設した

1884年4月22日、倉澤淸人の二男として長野県で生まれた。実業家である尾澤福太郞の長女と結婚することになり、それに伴い福太郞の養子となった。もともと福太郞の長女は尾澤晴海と結婚しており、福太郞は晴海を養嗣子としていた。しかし、晴海は若くして亡くなったため、福太郞の長女は虎雄と再婚することとなったのである。なお、福太郞の長女と晴海との間には尾澤金一が生まれており、亡くなった晴海に代わって金一が尾澤家の嫡子となっていた。
当時の尾澤家は家業が興隆を極めていた。もともと尾澤家は信濃国で製糸業を営んでいたが、尾澤福太郞の実父である尾澤金左衛門が初代片倉兼太郎や林倉太郎とともに同業者を糾合して結社「開明社」を創業し、尾澤家、片倉家、林家が輪番で社長を務めるようになった。開明社は「県下第一の結社」と讃えられるほどの成功を収めたが、やがて長野県の製糸業結社では加盟業者の独立が相次ぐようになった。金左衛門より家督を相続した福太郞も、経営していた「尾澤組」を開明社から独立させることにした。加盟業者の独立が相次いだ結果、長野県には器械製糸業者だけでも600社以上が乱立する事態となったが、その中でも尾澤組は「諏訪の六大製糸」と呼ばれるほどに成長した。1923年時点では長野県だけで1,075釜の製糸所を所有していたが、そのほか埼玉県に1,005釜、熊本県に418釜、青森県に348釜など、県外にも多数の製糸所を所有し、全国規模で事業を展開した。こうしたなか、虎雄は福太郞の婿養子として家業に励むことになる。

### 実業家として
1923年、尾澤組は株式会社化され、初代社長に尾澤福太郞が就任したが、この時点で2,700釜超を擁する巨大製糸業者であった。その後、初代片倉兼太郎の実弟であり養嗣子でもある二代目片倉兼太郎が経営する片倉製糸紡績と、尾澤組との合併が取り沙汰されるようになった。片倉製糸紡績は、尾澤組と同様に開明社から独立した初代兼太郎の「片倉組」を源流としている。さらに、尾澤家と片倉家はもともと縁戚であり良好な関係にあったことから、合併協議はスムーズに運んだ。その結果、1923年に片倉製糸紡績と尾澤組の合併が成立した。この合併により、日本国内の製糸所のうち7割以上を占める巨大企業が誕生することになり、各地でさらなる製糸所の新設や買収を展開するとともに、日本本土だけでなく朝鮮や中華民国にも進出した。合併後の片倉製糸紡績において、福太郞は取締役として迎えられ常務に就任した。虎雄も片倉製糸紡績の幹部として迎えられることになった。なお、虎雄は妻が亡くなると他家から後妻を迎えることにした。また、妻子を伴い福太郞の家から分家することになった。ただ、福太郞との養子縁組は解消せず、引き続き福太郞の養子として活動した。
片倉財閥においては要職を歴任した。片倉財閥の中核企業である片倉製糸紡績に勤務し、片倉尾澤製糸所、平野製糸所などで所長を務めた。特に九州地方において活躍し、鳥栖製糸所や小城郡是製糸所にて所長を務めた。のちに片倉製糸紡績の九州監督を経て、九州幹事に就任した。同時に片倉財閥傘下の薩摩製糸では取締役となり専務に就任し、松江片倉製糸では監査役に就任した。長崎製糸でも取締役となり専務に就任し、佐賀県是蚕業においても取締役となり専務として送り込まれた。こうした経歴から、やがて「企業経営に通じた、経験豊富な片倉製糸の幹部社員」と目されるようになった。そのほか、尾澤福太郞が合名会社として新たに尾澤組を設立すると、その社員となった。なお、尾澤組の代表社員は福太郞が務め、福太郞が亡くなると家督を相続した尾澤金一が代表社員となった。
なお、世界遺産の「富岡製糸場と絹産業遺産群」として知られる富岡製糸場の運営にも携わっていた。1900年代より実業家の原富太郎が率いる「原合名会社」が原富岡製糸所を運営してきたが、1938年6月に「株式会社富岡製糸所」が設立され、別会社として原から分離独立した。その際、片倉製糸紡績が富岡製糸所の筆頭株主となったため、代表取締役には原出身の西郷健雄が就き、工場長には片倉製糸紡績出身の虎雄が就くことになった。官営の富岡製糸場時代から数えれば、通算で15人目の工場長となる。同年7月より工場長を務めていたが、翌年には富岡製糸所は片倉製糸紡績[吸収合併されることになった。それを機に工場の名称も片倉富岡製糸所と改められたが、引き続き工場長を務めた。1940年8月に退任することになり、後任の紺野新一に引き継いだ。
また、上諏訪駅周辺の観光地化にも貢献したことでも知られている。1899年、養父の尾澤福太郞とその実弟の尾澤琢郞が、この地域の土地を共同購入した。この地域は、もともと諏訪湖畔から低湿地が広がっており、住居や商店なども存在しない単なる出作り地に過ぎなかった。ただ、官設中央東線延線と上諏訪駅設置が計画されていたことから、福太郞と琢郞はその将来性を買ったものとされている。のちに官設中央東線延線計画が頓挫した際には、琢郞が今井五介らと45万円分の政府公債を購入するのでそれを原資に中央東線を延長してほしい、とする請願運動を展開した。また、各地にある尾澤組傘下の製糸工場で排出された石炭の残渣を船で運び込み、それを用いて低湿地帯の埋め立てを推し進めることで、湖畔の土地を造成していった。琢郞が亡くなると、この土地は琢郞の長男である尾澤金藏と福太郞が共同で所有した。1925年、この土地の所有権は、福太郞と金藏の共同名義から、法人である尾澤組の名義に変更された。この土地には尾澤家の別荘が建設されたとみられるが、それを虎雄が引き継いで改装し、1930年頃に「湖畔荘」を開業したとされる。ただし、尾澤虎雄の子孫は「湖畔荘」の営業開始は第二次世界大戦後の1950年前後であり、その目的は敗戦後の苦しい生活の足しにするためであったと証言している。のちにこの地域は首都圏からも観光客が訪れる一大観光地となっていった。

## 家族・親族
片倉財閥を興した片倉家とは姻戚関係にある。先妻の父であり養父でもある尾澤福太郞の二女は、片倉俊太郎（片倉兼太郎の甥）の二男である片倉直人に嫁いでいる。直人は、片倉製糸紡績などの役員を務めた実業家である。また、福太郞の弟である尾澤琢郞は、貴族院議員である今井五介の長女と結婚した。五介は初代片倉兼太郎の弟であり、片倉家から今井家の養子となったのち、片倉製糸紡績の役員を経て国会議員となった。このように片倉家と尾澤家は関係が深く、片倉製糸紡績と尾澤組との合併が話題となった際には「片倉、尾澤兩家の間柄は切つても切れぬ親族關係、同じ土地に六大製糸などゝ對立してゐたからとて、別段商賣敵として啀み合ふこともなく、最近生糸業改善の先決問題として製糸業合同の機運が醸成され來つたのを動機として、スラ〳〵と合併談が捗つたのも寧ろ當然の話」と報じられた。
- 尾澤金左衛門（元義祖父・養祖父） - 実業家[2][24]
- 尾澤福太郞（元岳父・養父） - 実業家
- 尾澤琢郞（元義叔父・養叔父） - 実業家[2][8]
- 尾澤晴海（養兄） - 実業家[2]
- 片倉直人（養義弟） - 実業家[2][22]
- 尾澤金藏（元義従弟・養従弟） - 実業家
- 尾澤金一（元継子・養甥） - 実業家[2]
- 尾澤陸平（元継子・養甥） - 実業家[2]
- 二代目池貝庄太郎（養義甥） - 実業家[25]
- 濱口義郎（養義甥） - 実業家

## 系譜
|              |              |              |              |              |              |  |  |            |            |            |            |            |            |  |  |              |              |              |              |              |              |  |  |            |  |  |  |  |  |  |  |
|              |              |              |              |              |              |  |  |            |            |            |            |            |            |  |  | 尾澤晴海     |              |              |              |              |              |  |  |            |  |  |  |  |  |  |  |
|              |              |              |              |              |              |  |  |            |            |            |            |            |            |  |  |              |              |              |              |              |              |  |  | 尾澤金一   |  |  |  |  |  |  |  |
|              |              |              |              |              |              |  |  |            |            |            |            |            |            |  |  |              |              |              |              |              |              |  |  |            |  |  |  |  |  |  |  |
| 尾澤金左衛門 | 尾澤金左衛門 | 尾澤金左衛門 | 尾澤金左衛門 | 尾澤金左衛門 | 尾澤金左衛門 |  |  | 尾澤福太郞 | 尾澤福太郞 | 尾澤福太郞 | 尾澤福太郞 | 尾澤福太郞 | 尾澤福太郞 |  |  | 福太郞の長女 | 福太郞の長女 | 福太郞の長女 | 福太郞の長女 | 福太郞の長女 | 福太郞の長女 |  |  |            |  |  |  |  |  |  |  |
| 尾澤金左衛門 | 尾澤金左衛門 | 尾澤金左衛門 | 尾澤金左衛門 | 尾澤金左衛門 | 尾澤金左衛門 |  |  | 尾澤福太郞 | 尾澤福太郞 | 尾澤福太郞 | 尾澤福太郞 | 尾澤福太郞 | 尾澤福太郞 |  |  | 福太郞の長女 | 福太郞の長女 | 福太郞の長女 | 福太郞の長女 | 福太郞の長女 | 福太郞の長女 |  |  |            |  |  |  |  |  |  |  |
|              |              |              |              |              |              |  |  |            |            |            |            |            |            |  |  |              |              |              |              |              |              |  |  | 尾澤陸平   |  |  |  |  |  |  |  |
|              |              |              |              |              |              |  |  |            |            |            |            |            |            |  |  |              |              |              |              |              |              |  |  |            |  |  |  |  |  |  |  |
|              |              |              |              |              |              |  |  |            |            |            |            |            |            |  |  | 尾澤虎雄     |              |              |              |              |              |  |  |            |  |  |  |  |  |  |  |
|              |              |              |              |              |              |  |  |            |            |            |            |            |            |  |  |              |              |              |              |              |              |  |  |            |  |  |  |  |  |  |  |
|              |              |              |              |              |              |  |  |            |            |            |            |            |            |  |  | 福太郞の二女 |              |              |              |              |              |  |  |            |  |  |  |  |  |  |  |
|              |              |              |              |              |              |  |  |            |            |            |            |            |            |  |  |              |              |              |              |              |              |  |  |            |  |  |  |  |  |  |  |
|              |              |              |              |              |              |  |  |            |            |            |            |            |            |  |  |              |              |              |              |              |              |  |  | 直人の長女 |  |  |  |  |  |  |  |
|              |              |              |              |              |              |  |  |            |            |            |            |            |            |  |  |              |              |              |              |              |              |  |  |            |  |  |  |  |  |  |  |
|              |              |              |              |              |              |  |  |            |            |            |            |            |            |  |  | 片倉直人     |              |              |              |              |              |  |  |            |  |  |  |  |  |  |  |
|              |              |              |              |              |              |  |  |            |            |            |            |            |            |  |  |              |              |              |              |              |              |  |  | 池貝庄太郎 |  |  |  |  |  |  |  |
|              |              |              |              |              |              |  |  | 尾澤琢郞   | 尾澤琢郞   | 尾澤琢郞   | 尾澤琢郞   | 尾澤琢郞   | 尾澤琢郞   |  |  | 尾澤金藏     | 尾澤金藏     | 尾澤金藏     | 尾澤金藏     | 尾澤金藏     | 尾澤金藏     |  |  |            |  |  |  |  |  |  |  |
|              |              |              |              |              |              |  |  | 尾澤琢郞   | 尾澤琢郞   | 尾澤琢郞   | 尾澤琢郞   | 尾澤琢郞   | 尾澤琢郞   |  |  | 尾澤金藏     | 尾澤金藏     | 尾澤金藏     | 尾澤金藏     | 尾澤金藏     | 尾澤金藏     |  |  |            |  |  |  |  |  |  |  |
|              |              |              |              |              |              |  |  |            |            |            |            |            |            |  |  |              |              |              |              |              |              |  |  | 直人の三女 |  |  |  |  |  |  |  |
|              |              |              |              |              |              |  |  |            |            |            |            |            |            |  |  |              |              |              |              |              |              |  |  |            |  |  |  |  |  |  |  |
|              |              |              |              |              |              |  |  |            |            |            |            |            |            |  |  |              |              |              |              |              |              |  |  |            |  |  |  |  |  |  |  |
|              |              |              |              |              |              |  |  |            |            |            |            |            |            |  |  |              |              |              |              |              |              |  |  | 濱口義郎   |  |  |  |  |  |  |  |
|              |              |              |              |              |              |  |  |            |            |            |            |            |            |  |  |              |              |              |              |              |              |  |  |            |  |  |  |  |  |  |  |

- 赤地に太字が本人、緑地が尾澤家の歴代当主である。
- 係累縁者が多いため、尾澤虎雄の親族に該当する著名人のみ氏名を記載した。
- 尾澤晴海は尾澤福太郞の長女と結婚し[3]、福太郞の養嗣子となったが早世したため[2]、家督は晴海の長男である尾澤金一が継承した[2]。
- 尾澤虎雄は福太郞の長女と結婚し[2]、福太郞の養子となったが[2]、のちに他家から後妻を娶り[26]、尾澤家から分家した[27]。
- 尾澤陸平は晴海の二男であり[2]、尾澤家から分家した。
- 尾澤琢郞は福太郞の弟であり[2]、尾澤家から分家した[2]。

### 註釈
1. ↑  原文は縦書きであり、「スラ〳〵と」の「〳〵」はくの字点である。

## 関連人物
- 今井五介
- 尾澤福太郎
- 片倉兼太郎
- 片倉兼太郎 (2代目)
- 濱口義郎